# Politics and the English Language
"Politics and the English Language" (svenska: "Politik och det engelska språket") är en essä från 1946 av George Orwell där han kritiserar samtidens "slarviga" och "fult" skrivna engelska.
Orwell anförde att politisk prosa formuleras "för att göra lögner sanna och mord respektabla och för att ge sken av att tomt prat är något hållbart". Eftersom avsikten med skrifterna är att gömma sanningen istället för att uttrycka den så blir språket som används nödvändigtvis vagt och intetsägande. Denna oförståeliga prosa är en "farsot" som spridits även till dem som inte avser att dölja sanningen och som skymmer en skribents tankar från denne själv och andra. George Orwell förespråkade i stället "vanlig engelska".